# Primera División de Fútbol Profesional 2025-2026
La Primera División de Fútbol Profesional 2025-2026, nota anche come Liga Pepsi 2025-2026 per ragioni di sponsorizzazione, è la 27ª stagione (con 52ª e 53ª edizione del torneo) della massima serie del campionato di calcio salvadoregno. Il campionato è iniziato il 19 luglio 2025 e si concluderà il 31 maggio 2026.
La stagione è divisa in due tornei separati, l'Apertura 2025 e il Clausura 2026, con lo stesso formato e le stesse squadre partecipanti, che decretano due campioni nazionali.

## Stagione

### Novità
Dall'edizione precedente del campionato non ci sono state retrocessioni, in virtù dell'ampliamento a 12 squadre. In aggiunta dalla Segunda División è stato promosso il Zacatecoluca, vincitore di entrambi i titoli di Apertura e Clausura.
La regola che proibisce le multiproprietà introdotta la federazione ha spinto inoltre l'Once Deportivo ad annunciare che avrebbe ceduto il suo slot ad un'altra società. Il 9 maggio 2025 è stato annunciato che l'Hércules avrebbe preso il suo posto nell'Apertura 2025.
Il 31 maggio, inoltre, è stato annunciato che l'Inter Formando Atletas ha acquistato il posto del Dragón nell'Apertura 2025.

### Formula
Le 12 squadre partecipanti in ogni periodo giocano un girone all'italiana con partite di andata e ritorno, per un totale di 22 giornate per periodo. Al termine della stagione regolare, le prime 8 classificate si qualificano per i play-off, che prevedono tre turni ad eliminazione diretta di andata e ritorno per il titolo del periodo.
I campioni dei due periodi si qualificano per la CONCACAF Central American Cup insieme con la squadra non campione del periodo con il miglior piazzamento nella classifica aggregata dei due periodi.

## Squadre partecipanti
| Club                   | Città                | Stagione precedente                                        |
| ---------------------- | -------------------- | ---------------------------------------------------------- |
| Águila                 | San Miguel           | Quarti di finale di Apertura; quarti di finale di Clausura |
| Alianza                | San Salvador         | Quarti di finale di Apertura; Campione di Clausura         |
| Cacahuatique           | Ciudad Barrios       | Semifinali di Apertura; quarti di finale di Clausura       |
| FAS                    | Santa Ana            | Finale di Apertura; semifinali di Clausura                 |
| Fuerte San Francisco   | San Francisco Gotera | 9° in Apertura; semifinali di Clausura                     |
| Hércules               | San Salvador         | Non iscritto al campionato                                 |
| Inter Formando Atletas | Santa Tecla          | Non iscritto al campionato                                 |
| Isidro Metapán         | Metapán              | Semifinali di Apertura; quarti di finale di Clausura       |
| Luis Ángel Firpo       | Usulután             | Quarti di finale di Apertura; quarti di finale di Clausura |
| Municipal Limeño       | Santa Rosa de Lima   | Quarti di finale di Apertura; finale di Clausura           |
| Platense Municipal     | Zacatecoluca         | 11° in Apertura; 9° in Clausura                            |
| Zacatecoluca           | Zacatecoluca         | 1° in Segunda División                                     |

## Apertura

### Stagione regolare
|  | Pos. | Squadra                | Pt | G | V | N | P | GF | GS | DR |
|  | ---- | ---------------------- | -- | - | - | - | - | -- | -- | -- |
|  | 1.   | Águila                 | 0  | 0 | 0 | 0 | 0 | 0  | 0  | 0  |
|  | 2.   | Alianza                | 0  | 0 | 0 | 0 | 0 | 0  | 0  | 0  |
|  | 3.   | Cacahuatique           | 0  | 0 | 0 | 0 | 0 | 0  | 0  | 0  |
|  | 4.   | FAS                    | 0  | 0 | 0 | 0 | 0 | 0  | 0  | 0  |
|  | 5.   | Fuerte San Francisco   | 0  | 0 | 0 | 0 | 0 | 0  | 0  | 0  |
|  | 6.   | Hércules               | 0  | 0 | 0 | 0 | 0 | 0  | 0  | 0  |
|  | 7.   | Inter Formando Atletas | 0  | 0 | 0 | 0 | 0 | 0  | 0  | 0  |
|  | 8.   | Isidro Metapán         | 0  | 0 | 0 | 0 | 0 | 0  | 0  | 0  |
|  | 9.   | Luis Ángel Firpo       | 0  | 0 | 0 | 0 | 0 | 0  | 0  | 0  |
|  | 10.  | Municipal Limeño       | 0  | 0 | 0 | 0 | 0 | 0  | 0  | 0  |
|  | 11.  | Platense Municipal     | 0  | 0 | 0 | 0 | 0 | 0  | 0  | 0  |
|  | 12.  | Zacatecoluca           | 0  | 0 | 0 | 0 | 0 | 0  | 0  | 0  |

Legenda:
      Qualificata ai play-off.

## Clausura
|  | Pos. | Squadra                | Pt | G | V | N | P | GF | GS | DR |
|  | ---- | ---------------------- | -- | - | - | - | - | -- | -- | -- |
|  | 1.   | Águila                 | 0  | 0 | 0 | 0 | 0 | 0  | 0  | 0  |
|  | 2.   | Alianza                | 0  | 0 | 0 | 0 | 0 | 0  | 0  | 0  |
|  | 3.   | Cacahuatique           | 0  | 0 | 0 | 0 | 0 | 0  | 0  | 0  |
|  | 4.   | FAS                    | 0  | 0 | 0 | 0 | 0 | 0  | 0  | 0  |
|  | 5.   | Fuerte San Francisco   | 0  | 0 | 0 | 0 | 0 | 0  | 0  | 0  |
|  | 6.   | Hércules               | 0  | 0 | 0 | 0 | 0 | 0  | 0  | 0  |
|  | 7.   | Inter Formando Atletas | 0  | 0 | 0 | 0 | 0 | 0  | 0  | 0  |
|  | 8.   | Isidro Metapán         | 0  | 0 | 0 | 0 | 0 | 0  | 0  | 0  |
|  | 9.   | Luis Ángel Firpo       | 0  | 0 | 0 | 0 | 0 | 0  | 0  | 0  |
|  | 10.  | Municipal Limeño       | 0  | 0 | 0 | 0 | 0 | 0  | 0  | 0  |
|  | 11.  | Platense Municipal     | 0  | 0 | 0 | 0 | 0 | 0  | 0  | 0  |
|  | 12.  | Zacatecoluca           | 0  | 0 | 0 | 0 | 0 | 0  | 0  | 0  |

Legenda:
      Qualificata ai play-off.